# 过冷水
过冷水（supercooled water，又譯過冷卻水）是指温度低于摄氏零度的液态水。

## 釋義
「过冷」（Supercooling）指降低流体的温度，但不至於凝固的过程。如果液態的水出現這過程，以致低于摄氏零度还呈现流动的液态，就稱為过冷水。

## 成因
如果降低氣壓，水的確可以低於摄氏零度仍保持液态，不過在常壓的自然環境下，液态水在攝氏零度通常会结冰，因此自然的过冷水不容易生成，不過有些時候，因为水中缺少凝结核或其它原因，在0℃以下仍會保持液体狀態。如果存在结晶核，低于其标准熔点的液体就会在核周围形成结晶结构，因而結冰。但是在缺少这样的核时，温度轴上的液体部分可以一直延伸，保持液狀態，直到均匀核化结晶生成為止。

## 凍雨
當天然雨水中出現过冷水的情況，就稱為「冻雨」（freezing rain）。2008年華南的雨雪災害中，就曾出現過這情況。
凍雨的成因有幾個條件：
1. 水氣充足
2. 地面氣溫長時間低於攝氏零度
3. 高空有逆溫層（inversion），氣溫比地面高

水氣充足提供持續降雪的條件，南方本来湿度大，雪到達逆溫層時融化成雨，雨水形成后落向地面，基本处于自由落体状态，是平稳的状态，而气温低于零度，接近地面時，雨迅速冷卻，形成了过冷水滴。由於過冷水性質不穩定，當這些「冻雨」落到地面，一跟物體接觸上時，其平稳状态就等于受到了干扰，来不及流动（大范围流动）就會馬上结冰。這樣的冻雨如果落在鳥兒身上時，鳥兒來不及改變站姿就會被凍在冰殼內，華南雨雪災害期間就曾出現過這狀況。

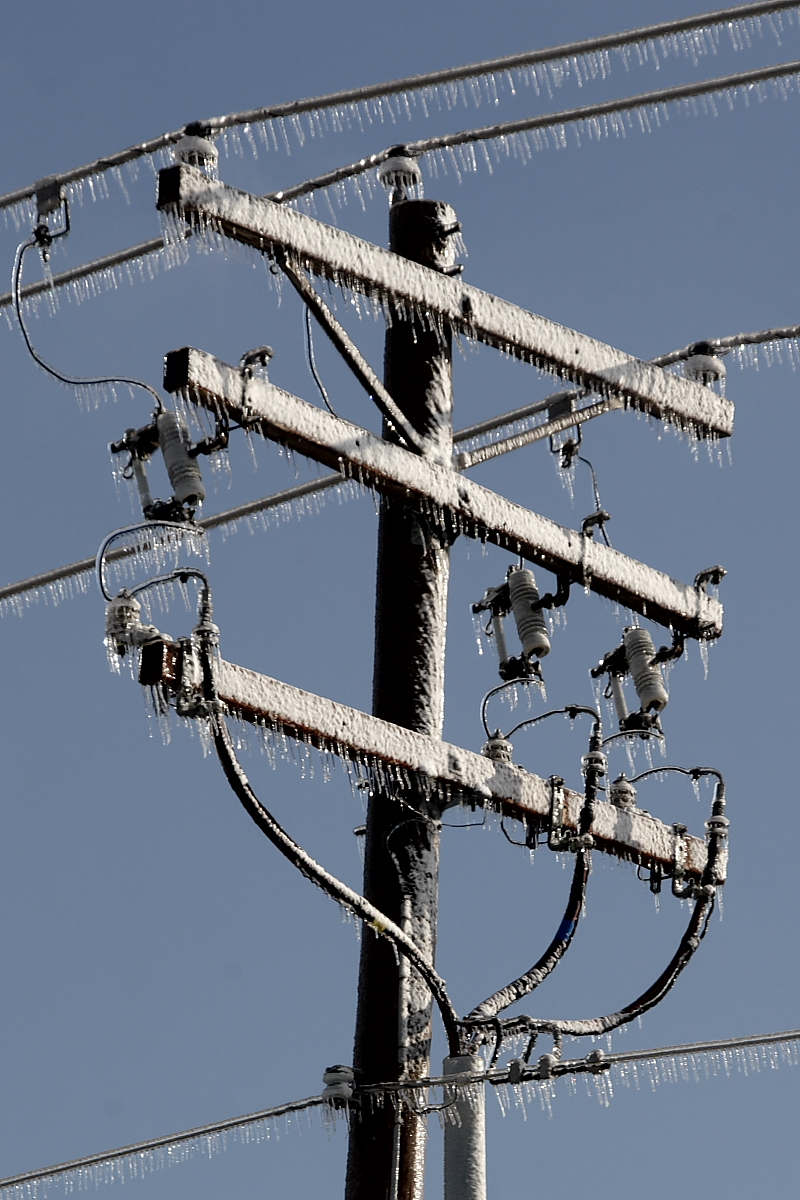
過冷水的雨滴（冻雨）凝固在电线杆上

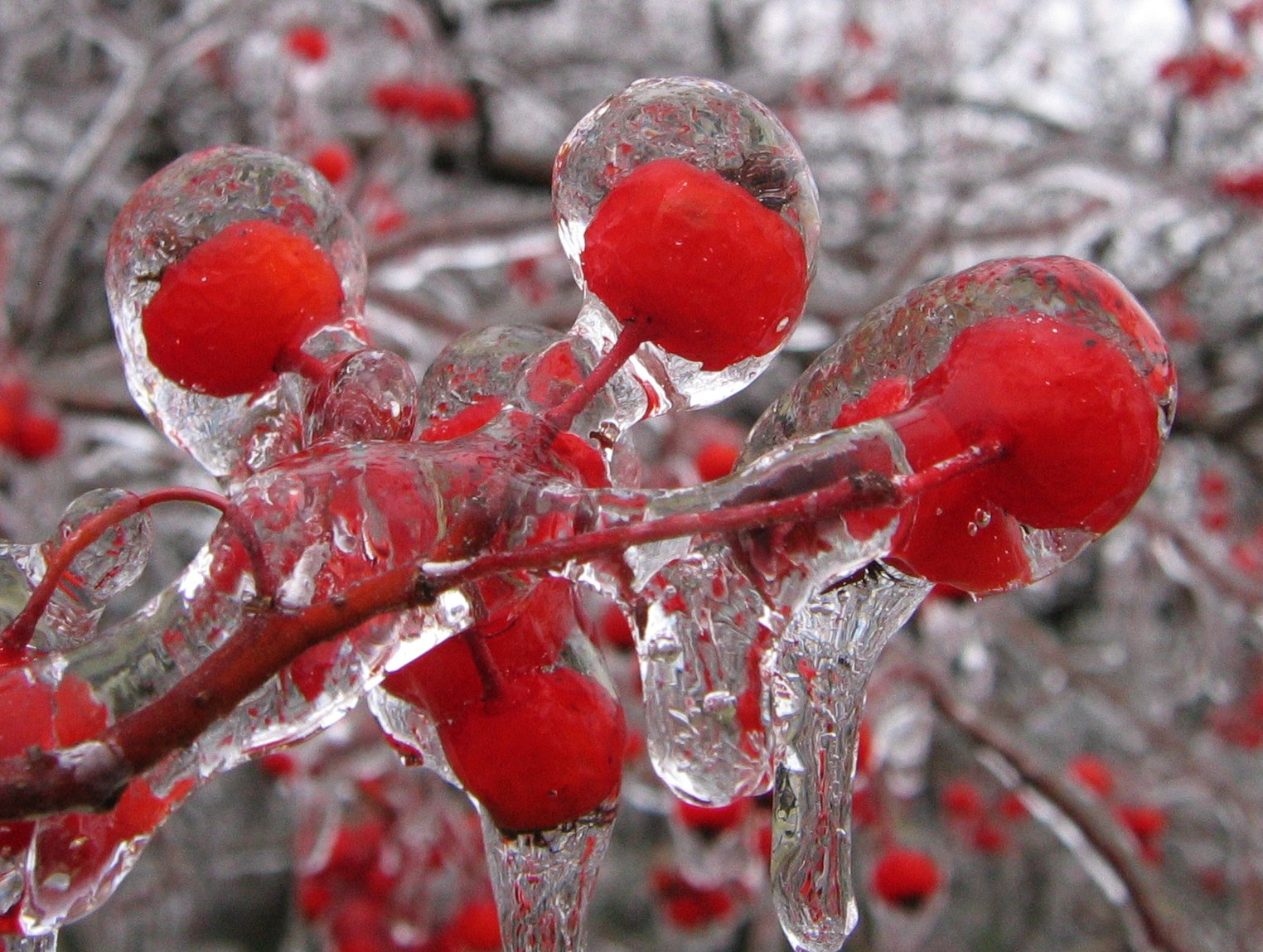
過冷水的雨滴落在一棵苹果属的树上造成雨凇。

## 另見
- 過冷
- 凍雨

## 外部連結
- 專家解析湖南罕見冰凍天氣：冰凍強度超過北方 （页面存档备份，存于）